# Kronborg (Lunde Sogn)
Kronborg er en husmandskoloni der opføres i 1934 hvor jorden udstykkes fra gården Ulkendrup, der ligger syd for kulturmiljøet. husmandskolonien ligger midt mellem Otterup og Søndersø og får navn af gården Kronborghus fra 1852 der fortsat findes. De 17 husmandssteder ligger med forholdsvis stor spredning langs Kronborgvej og Glavendrupvej.
Udstykningerne er delvis bevaret, ligesom husmandsstederne fortsat findes. Dog fremstår bebyggelserne uden de store arkitektoniske værdier hvor mange af dem er meget ombyggede. Værdierne knyttes til strukturen, men fortællingen er svær at aflæse grundet den kraftige ombygning.
 Der er for få eller ingen kildehenvisninger i denne artikel, hvilket er et problem. Du kan hjælpe ved at angive troværdige kilder til de påstande, som fremføres i artiklen.

|  | Denne artikel om lokaliteten Kronborg (Lunde Sogn) kan blive bedre, hvis der indsættes et (bedre) billede. Du kan hjælpe ved at afsøge Wikimedia Commons for et passende billede eller lægge et op på Wikimedia Commons med en af de tilladte licenser og indsætte det i artiklen. |

55°30′11″N 10°19′16″Ø / 55.503°N 10.321°Ø